# 51e division d'infanterie (États-Unis)
Pour les articles homonymes, voir 51e division d'infanterie.
 (novembre 2023).
Si vous disposez d'ouvrages ou d'articles de référence ou si vous connaissez des sites web de qualité traitant du thème abordé ici, merci de compléter l'article en donnant les références utiles à sa vérifiabilité et en les liant à la section « Notes et références ».
La 51e division d'infanterie (51st Infantry Division) est une division de l'US Army active entre 1946 et 1963. Elle est composée d'unités provenant de la garde nationale de Floride et de celle de Caroline du Sud. Elle est créée le 11 septembre 1946 et son quartier-général est situé à Tampa, en Floride. Sa création s'intègre dans le plan de réorganisation de la garde nationale après la Seconde Guerre mondiale, qui voit l'activation de plusieurs divisions. La division n'a jamais été mobilisée au niveau fédéral et disparaît en 1963.